# Список объектов всемирного наследия ЮНЕСКО в Исландии
В списке Всеми́рного насле́дия ЮНЕ́СКО в Респу́блике Исла́ндия значатся два объекта (на 2014 год), это составляет 0,2 % от общего числа (1248 на 2025 год). Один объект включён в список по культурным критериям и ещё один — по природным. Кроме того, по состоянию на 2014 год, 7 объектов на территории Исландии находятся в числе кандидатов на включение в список всемирного наследия. Республика Исландия ратифицировала Конвенцию об охране всемирного культурного и природного наследия 19 декабря 1995 года. Первые три объекта, находящиеся на территории Исландии были занесены в список в 2004 году на 28-й сессии Комитета всемирного наследия ЮНЕСКО.

## Список
В данной таблице объекты расположены в порядке их добавления в список всемирного наследия ЮНЕСКО.
| # | Изображение | Название                                                    | Местоположение                                    | Время создания | Год внесения в список | №      | Критерии |
| - | ----------- | ----------------------------------------------------------- | ------------------------------------------------- | -------------- | --------------------- | ------ | -------- |
| 1 |             | Национальный парк Тингветлир (исл. Þingvellir)              | Регион: Сюдюрланд                                 | 930 год        | 2004 год              | № 1152 | iii, vi  |
| 2 |             | Суртсей (исл. Surtsey)                                      | Регион: Сюдюрланд                                 | 1963 год       | 2008 год              | № 1267 | ix       |
| 3 |             | Национальный парк Ватнайёкюдль (исл. Vatnajökulsþjóðgarður) | Регионы: Эйстюрланд, Нордюрланд-Эйстра, Сюдюрланд | —              | 2019 год              | № 1268 | viii     |

## Предварительный список
В таблице объекты расположены в порядке их добавления в предварительный список. В данном списке указаны объекты, предложенные правительством Исландии в качестве кандидатов на занесение в список всемирного наследия.
| # | Изображение | Название                                                                                     | Местоположение                                                        | Время создания | Год внесения в список | №    | Критерии         |
| - | ----------- | -------------------------------------------------------------------------------------------- | --------------------------------------------------------------------- | -------------- | --------------------- | ---- | ---------------- |
| 1 |             | Брейда-фьорд (исл. Breiðafjörður)                                                            | Ближайшее поселение: Стиккисхоульмюр Регионы: Вестюрланд, Вестфирдир  | —              | 2011                  | 5585 | ii, v, x         |
| 2 |             | Миватн и Лахсау (исл. Mývatn/Laxá)                                                           | Регион: Нордюрланд-Эйстра                                             | —              | 2011                  | 5586 | iii              |
| 3 |             | Памятные места и артефакты эпохи викингов * Национальный парк Тингвеллир (исл. Þingvellir)   | Регион: Сюдюрланд                                                     | —              | 2011                  | 5587 | iii              |
| 4 |             | Расширение: Национальный парк Тингвеллир (исл. Þingvellir)                                   | Регион: Сюдюрланд                                                     | —              | 2011                  | 5588 | vii, viii, ix, x |
| 5 |             | Исландские дерновые дома (исл. Torfbær)                                                      | Регионы: Хёвюдборгарсвайдид, Сюдюрланд, Эйстюрланд, Нордурланд Вестра | IX—XX века     | 2011                  | 5589 | iii, iv          |
| 7 |             | Вулкан Торвайёкюдль и природный резерват Фьяллабак (исл. Torfajökull/Friðland að Fjallabaki) | Регион: Сюдюрланд                                                     | —              | 2013                  | 5817 | vii, viii        |